# Criquebeuf-en-Caux

Criquebeuf-en-Caux este o comună în departamentul Seine-Maritime, Franța. În 1 ianuarie 2022 avea o populație de 404 de locuitori.